# 韋內迪鎮區 (伊利諾伊州華盛頓縣)
韋內迪鎮區（英語：Venedy Township）是位於美國伊利諾伊州華盛頓縣的一個行政鎮區。

## 地方資料
根據2010年美國人口普查的數據，韋內迪鎮區的面積為57.90平方千米，當中陸地面積為57.70平方千米，而水域面積為0.20平方千米。當地共有人口392人，而人口密度為每平方千米6.77人。